# Estádio Partizan
O Estádio Partizan (Em Sérvio: Стадион Партизана / Stadion Partizana) é um estádio localizado em Belgrado, na Sérvia,  que tem capacidade para 32,710 pessoas. Situado no monte Topčider, na rua Humska 1, é o estádio do Partizan Belgrado. Além disso, foi o lar do principal rival do Partizan, o Estrela Vermelha, de 1959 a 1963, quando se mudaram para o Estádio Marakana. 
Ele foi chamado de JNA Stadium por um longo período de tempo. Ainda hoje, a maioria dos fãs o chamam pelo seu antigo nome. Os fãs do Partizan também chamam de Fudbalski hram (o templo do futebol). 
O estádio tem quatro arquibancadas: o sul, o norte, o oeste e o leste.
Havia planos para substituir o atual estádio por um novo. As empresas suíças Mob Lab e Marazzi-Paul apresentaram um projeto de um estádio de 38 mil lugares. A construção deveria começar em 2006, mas foi adiada e depois cancelada.

## História
A construção do estádio foi iniciada após a Segunda Guerra Mundial, foi projetado para ser um estádio de 25.000 lugares que hospedaria a equipe nacional iugoslava, bem como o BSK Beograd.
O estádio foi construído com a ajuda do exército popular jugoslavo, no período entre 1948 e 1951. Embora o estádio não estivesse completamente terminado, o primeiro jogo foi a Jugoslávia contra a França em 9 de outubro de 1949, que terminou 1-1. O estádio foi oficialmente aberto no dia do exército jugoslavo, em 22 de dezembro de 1951. 
De 1957 a 1987, o estádio foi o local do desfile do Dia da Juventude. Em 1 de abril de 1957, o estádio recebeu seu primeiro painel eletrônico. A Primeira vez que foi usado foi em uma partida entre Partizan e Vardar Skoplje em 30 de novembro de 1957. 
Em abril de 1989, o Partizan Belgrado comprou o estádio do exército da Iugoslávia e assim se tornou o dono. O nome do estádio foi oficialmente alterado para Estádio Partizan. O estádio tinha uma capacidade de 50.000 antes de entrar em vigor o novo regulamento de segurança da UEFA. Foi renovado em 1998, e tem uma capacidade de 32.710 desde então. 
Em setembro de 2010, o estádio do Partizan foi reorganizado para a Champions League. Devido aos padrões da UEFA, as cercas nos estandes do leste e oeste foram encurtadas de 2,25m para 0,70m. O campo de futebol foi ampliado em 1 metro quadrado. Foram montados novos e modernos holofotes e foram construídas novas cabines de transmissão no topo do suporte ocidental. 
O jogo da Liga dos Campeões do Partizan contra o Arsenal em 20 de setembro foi quase adiado devido a dois dos holofotes do estádio terem falhado. No entanto, um deles foi consertado e o árbitro, Wolfgang Stark, deu o consentimento para que o jogo seja jogado com apenas 3 holofotes.
Em março de 2012, o antigo painel foi substituído por um novo display LED após 55 anos de serviço. Em 7 de setembro de 2012, o Partizan Belgrado anunciou um acordo de patrocínio entre o Grupo Carlsberg e o clube, que inclui também a colocação de cadeiras pretas e brancas em todo o estádio. 

## Estruturas e instalações
O Estádio Partizan tem 32.710 lugares divididos entre quatro arquibancadas: o sul, norte, oeste e leste. 
As arquibancadas têm uma altura de 21 metros (69 pés) e uma extensão de 236 metros (774 pés) de comprimento (norte-sul) e 150 metros de largura (leste-oeste). Existem 30 filas de assentos e 30 portas de entrada e saída para espectadores. O campo de jogo mede 105 por 68 metros (344 pés x 223 pés) e é iluminado a 1.400 lux (Philips). 
O estádio tem dois campos de grama, um campo de treinamento com vestiários, centro de imprensa e restaurante. Dentro do complexo do estádio são também 18 campos de ténis, boxe, campo de tiro, ginásio, centro médico e área comercial. 

## Novo estádio proposto
Em 2006, o estádio atual deveria ser redesenhado pela empresa suíça Mob Lab. A capacidade do novo estádio do Partizan teria sido aproximadamente 38.000 lugares com um moderno parque empresarial cheio de hotéis, prédios de escritórios, quadras de tênis e cinema multiplex.

## Outros usos
Ao lado dos eventos esportivos, o estádio é também um lugar para diversos shows. As instalações do estádio e a acústica atendem às demandas de artistas locais e superstars internacionais.
- Metallica tocou no estádio durante sua Madly in Anger com o World Tour em 15 de junho de 2004, com Van Gogh como o ato de abertura, em frente a aproximadamente 25 mil pessoas.
- O AC / DC realizou no estádio durante o seu Black Ice World Tour em 26 de maio de 2009, com Amajlija e The Answer como atos de abertura, em frente a aproximadamente 40 mil pessoas.